# Siêu vật liệu tàng hình
Siêu vật liệu tàng hình là việc sử dụng siêu vật liệu trong một chiếc áo choàng tàng hình. Điều này được thực hiện bằng cách điều khiển những con đường đi qua của ánh sáng thông qua một vật liệu quang học mới. Siêu vật liệu trực tiếp và kiểm soát các công tác tuyên truyền và truyền dẫn của phần quy định của phổ ánh sáng và chứng minh tiềm năng để làm cho một đối tượng dường như vô hình. Cloaking siêu vật liệu, dựa trên quang học, mô tả quá trình che chắn được điều gì từ quan điểm bằng cách kiểm soát bức xạ điện từ. Các đối tượng trong các vị trí được định nghĩa là vẫn còn hiện diện, nhưng sóng vụ việc được hướng dẫn xung quanh họ mà không bị ảnh hưởng bởi các đối tượng chính nó.

## Siêu vật liệu điện từ
Siêu vật liệu điện đáp ứng với các phần được chọn của ánh sáng bức xạ, còn được gọi là quang phổ điện từ, trong một cách đó là sự khó khăn hoặc không thể đạt được với các vật liệu tự nhiên. Nói cách khác, các siêu vật liệu có thể được xác định rõ hơn như cấu trúc nhân tạo vật liệu composite, mà triển lãm tương tác với ánh sáng thường không có sẵn trong tự nhiên (tương tác điện từ). Đồng thời, siêu vật liệu có khả năng được thiết kế và xây dựng với tính chất mong muốn phù hợp với nhu cầu cụ thể. Nhu cầu đó sẽ được xác định bởi các ứng dụng cụ thể.
Các cấu trúc nhân tạo cho các ứng dụng kỹ thuật che giấu là một lưới thiết kế - một cách tuần tự lặp đi lặp lại mạng - các yếu tố giống hệt nhau. Ngoài ra, đối với lò vi sóng tần số, các tài liệu này là tương tự với các tinh thể cho quang học. Ngoài ra, một siêu vật liệu bao gồm một chuỗi các phần tử và spacings, mà là nhỏ hơn nhiều so với các lựa chọn bước sóng của ánh sáng. Các bước sóng được chọn có thể là tần số vô tuyến điện, lò vi sóng, hoặc bức xạ khác, bây giờ mới bắt đầu tiếp cận vào các tần số có thể nhìn thấy. vĩ mô tài sản có thể được điều khiển trực tiếp bằng cách điều chỉnh các đặc điểm của các thô sơ yếu tố, và bố cục trên, hoặc thông qua các vật liệu. Hơn nữa, các siêu vật liệu là cơ sở để xây dựng các thiết bị che đậy rất nhỏ trong dự đoán của các thiết bị lớn hơn, thích nghi với một phổ rộng của ánh sáng bức xạ.
Do đó, mặc dù ánh sáng bao gồm một điện trường và từ trường, vật liệu quang học thông thường, chẳng hạn như kính hiển vi quang học ống kính, có một phản ứng mạnh mẽ chỉ với điện trường. Sự tương tác từ trường tương ứng về cơ bản là con số không. Điều này dẫn đến chỉ phổ biến nhất hiệu ứng quang học, như bình thường khúc xạ thường làm việc với giới hạn nhiễu xạ trong ống kính và hình ảnh.
Kể từ khi khởi đầu của khoa học quang học, thế kỷ trước, khả năng kiểm soát ánh sáng với các vật liệu đã được hạn chế các hiệu ứng quang học thông thường. Siêu vật liệu, mặt khác, có khả năng tương tác rất mạnh mẽ, hoặc khớp nối, với các thành phần từ của ánh sáng. Do đó, hàng loạt các phản ứng với ánh sáng bức xạ được mở rộng vượt ra ngoài giới hạn quang thông thường được mô tả bởi các khoa học về quang học vật lý và vật lý quang học. Ngoài ra, vật liệu xây dựng như một cách giả tạo, cả hai thành phần từ trường và điện của ánh sáng bức xạ có thể được điều khiển theo ý muốn, tại bất kỳ thời trang mong muốn khi nó di chuyển, hay chính xác hơn truyền, thông qua các vật liệu. Điều này là do hành vi của một siêu vật liệu thường được hình thành từ các thành phần riêng lẻ, và mỗi thành phần phản ứng độc lập với một quang phổ phát xạ của ánh sáng. Tại thời điểm này, tuy nhiên, siêu vật liệu có giới hạn. Che đậy qua một rộng phổ tần số đã không đạt được, bao gồm cả các quang phổ nhìn thấy. tán, hấp thụ và phân tán cũng là nhược điểm hiện tại, nhưng lĩnh vực này vẫn còn trong giai đoạn trứng lạc quan của nó.

### Siêu chất và quang học

Còn lại: Mặt cắt ngang của một PEC xi lanh chịu một làn sóng máy bay (chỉ các thành phần điện trường của sóng được hiển thị). Các lĩnh vực được phân tán. Right: một chiếc áo choàng tròn, thiết kế sử dụng các phương pháp chuyển đổi quang học, được sử dụng để che các xi lanh. Trong trường hợp này trường vẫn không thay đổi bên ngoài chiếc áo choàng và trụ là điện từ trường vô hình. Lưu ý các mô hình biến dạng đặc biệt của trường bên trong chiếc áo choàng.

Các lĩnh vực quang học được thành lập vào những ảnh hưởng sản xuất bởi siêu vật liệu.
Chuyển đổi quang học có sự khởi đầu của nó trong kết luận của hai nỗ lực nghiên cứu. Họ đã được công bố vào ngày 25 Tháng Năm năm 2006, trong cùng một vấn đề của khoa học, một tạp chí xem xét. Hai tờ giả thuyết đứng vững được trên uốn hoặc bóp méo ánh sáng để điện từ che giấu một đối tượng. Cả hai loại giấy tờ đặc biệt là bản đồ cấu hình ban đầu của trường điện từ vào một Descartes lưới. Xoắn lưới Cartesian, trong bản chất, biến đổi tọa độ của trường điện từ, do đó che giấu một đối tượng nhất định. Do đó, với hai bài báo này, chuyển đổi quang học được sinh ra.
Quang học đặt mua với khả năng uốn cong ánh sáng, hay sóng điện từ và năng lượng, trong bất kỳ thời trang ưa thích hoặc mong muốn, cho một ứng dụng mong muốn. phương trình Maxwell không thay đổi mặc dù tọa độ chuyển đổi. Thay vào đó là các giá trị của các thông số lựa chọn của các vật liệu được "cải tạo", hoặc thay đổi, trong một khoảng thời gian nhất định. Vì vậy, quang học phát triển từ khả năng để lựa chọn các thông số cho vật liệu. Do đó, kể từ khi các phương trình Maxwell giữ lại hình thức tương tự, nó là giá trị kế tiếp của các thông số, permittivity và tính thấm, mà thay đổi theo thời gian. Furthermor, permittivity và tính thấm là một trong những phản ứng có ý nghĩa với các điện và từ trường của một nguồn ánh sáng bức xạ tương ứng, trong số những mô tả khác. Mức độ chính xác của phản ứng điện và từ trường có thể được kiểm soát trong một siêu vật liệu, từng điểm một. Vì có quá nhiều điều khiển có thể được duy trì qua các phản ứng của vật liệu, điều này dẫn đến một nâng cao và tính linh hoạt gradient-index liệu. Thông thường định trước chỉ số khúc xạ của vật liệu thông thường thay vì trở thành gradient không gian độc lập trong một siêu vật liệu, trong đó có thể được điều khiển theo ý muốn. Do đó, chuyển đổi quang là một phương pháp mới để tạo các cuốn tiểu thuyết độc đáo và các thiết bị quang học.

## Khoa học của các thiết bị tàng hình
Mục đích của một thiết bị tàng hình là để che giấu một cái gì đó, vì vậy mà một khu vực được xác định trong không gian vô hình được phân lập từ đi qua các trường điện từ (hay sóng âm), như với siêu vật liệu tàng hình 
Tàng hình đối tượng, hoặc làm cho chúng xuất hiện vô hình với siêu vật liệu, là khoảng tương tự như trò ảo thuật của nhà ảo thuật của bàn tay, hoặc kinh nghiệm của mình với gương. Đối với chủ thể không thực sự biến mất; sự biến mất là một ảo tưởng. Với mục tiêu đó, các nhà nghiên cứu sử dụng siêu vật liệu để tạo ra những điểm mù của đạo diễn làm chệch hướng một số phần của quang phổ ánh sáng (quang phổ điện từ). Nó là phổ ánh sáng, như các phương tiện truyền dẫn, quyết định những gì mắt người có thể nhìn thấy.
Nói cách khác, ánh sáng bị khúc xạ hay phản ánh quan điểm xác định, màu sắc, hoặc ảo tưởng rằng được nhìn thấy. Mức độ có thể nhìn thấy ánh sáng được nhìn thấy trong một quang phổ màu như cầu vồng. Tuy nhiên, ánh sáng nhìn thấy được chỉ là một phần của một quang phổ rộng, kéo dài vượt ra ngoài ý nghĩa tín hiệu. Ví dụ, có những bộ phận khác của quang phổ ánh sáng đang được sử dụng phổ biến hiện nay. Việc phổ lò vi sóng được sử dụng bởi các radar, điện thoại di động, và Internet không dây. Các quang phổ hồng ngoại được sử dụng cho hình ảnh nhiệt công nghệ, có thể phát hiện một cơ thể ấm áp giữa một môi trường thời gian ban đêm mát mẻ hơn, và chiếu sáng hồng ngoại kết hợp với chuyên ngành máy ảnh kỹ thuật số cho tầm nhìn ban đêm. Các nhà thiên văn sử dụng các băng tần terahertz để quan sát dưới milimet để trả lời sâu vũ trụ học hỏi.
Hơn nữa, năng lượng điện từ năng lượng ánh sáng, nhưng chỉ một phần nhỏ của nó là ánh sáng nhìn thấy. Năng lượng này đi theo sóng. Bước sóng ngắn hơn, chẳng hạn như ánh sáng nhìn thấy và hồng ngoại, thực hiện nhiều hơn năng lượng mỗi photon hơn sóng dài hơn, chẳng hạn như lò vi sóng và sóng radio. Đối với các ngành khoa học, quang phổ ánh sáng được gọi là quang phổ điện từ.

### Các đặc tính quang học và ánh sáng
Lăng kính, gương và thấu kính có một lịch sử lâu dài của sự thay đổi ánh sáng nhìn thấy nhiễu xạ bao quanh tất cả. Tuy nhiên, việc kiểm soát trưng bày bởi các vật liệu thông thường là hạn chế. Hơn nữa, một trong những tài liệu mà là phổ biến giữa ba loại giám đốc của ánh sáng là thông thường kính. Do đó, những quen thuộc công nghệ bị hạn chế bởi các, vật lý cơ bản của pháp luật quang học. Với siêu vật liệu nói chung, và các công nghệ tàng hình đặc biệt, nó xuất hiện những rào cản này tan rã với những tiến bộ trong công nghệ vật liệu và không bao giờ trước khi nhận ra trong khoa học vật lý tự nhiên. Những vật liệu độc đáo đã trở thành nổi tiếng vì bức xạ điện từ có thể bị bẻ cong, phản xạ, hoặc sai lệch trong cách thức mới. Ánh sáng bức xạ thậm chí có thể được làm chậm lại hoặc bị bắt trước khi truyền. Nói cách khác, những cách thức mới để tập trung ánh sáng và bức xạ và dự án khác đang được phát triển. Hơn nữa, quyền hạn quang mở rộng thể hiện trong khoa học của các đối tượng tàng hình xuất hiện là công nghệ có lợi trên một phổ rộng của các thiết bị đã được sử dụng. Điều này có nghĩa rằng tất cả các thiết bị có chức năng cơ bản dựa trên sự tương tác với các bức xạ quang phổ điện từ có thể công nghệ trước. Với những bước khởi đầu hoàn toàn mới một lớp quang học đã được thành lập.

### Lãi trong các thuộc tính quang học và ánh sáng
Quan tâm đến các tính chất quang học, và ánh sáng, ngày trở lại với gần 2000 năm để Ptolemy (AD 85-165). Trong công việc của mình mang tên Quang, ông viết về các tính chất của ánh sáng, bao gồm cả phản ánh, khúc xạ, và màu sắc. Ông đã phát triển một phương trình đơn giản cho sự khúc xạ mà không có hàm lượng giác. Khoảng 800 năm sau, năm 984 AD, Ibn Sahl phát hiện ra một định luật khúc xạ về mặt toán học tương đương với định luật Snell. Tiếp sau đó là các nhà khoa học Hồi giáo đáng chú ý nhất, Ibn Al-Haytham (c.965-1039), người được coi là "một trong số ít các nhân vật nổi tiếng nhất trong quang học trong tất cả các lần."  Ông được những tiến bộ đáng kể trong khoa học về vật lý nói chung, và quang học đặc biệt. Ông dự đoán các luật phổ quát của ánh sáng rõ bởi các nhà khoa học thế kỷ XVII bởi hàng trăm năm
Trong thế kỷ XVII cả Willebrord Snellius và Descartes đã công phát hiện các luật khúc xạ. Đó là Snellius đã lưu ý rằng phương trình của Ptolemy cho khúc xạ là không chính xác. Do đó, các luật đã được thông qua cùng, thay đổi trong khoảng 400 năm, như pháp luật của lực hấp dẫn.

### Áo choàng hoàn hảo và lý thuyết
Bức xạ điện từ và vật chất có một mối quan hệ cộng sinh. Bức xạ không chỉ đơn giản là hành động trên một vật liệu, cũng không phải là nó chỉ đơn giản là hành động ngay bằng một vật liệu. Bức xạ tương tác với vật chất. Che đậy các ứng dụng có sử dụng siêu vật liệu thay đổi như thế nào đối tượng tương tác với các quang phổ điện từ. Tầm nhìn hướng dẫn cho chiếc áo choàng siêu vật liệu là một thiết bị mà chỉ đạo các luồng sáng suốt quanh một vật thể, giống như nước chảy qua một tảng đá trong một dòng, mà không phản ánh, vẽ các đối tượng vô hình. Trong thực tế, các thiết bị che đậy đơn giản của hiện tại là hoàn hảo, và có những hạn chế.
Tuy nhiên, đây là một khía cạnh của cách khoa học có thể di chuyển về phía trước. lý thuyết khoa học được phát triển từ tầm nhìn như vậy. Hơn nữa, thiết bị làm việc hoàn hảo này thực sự là mục tiêu của các ngành khoa học liên quan đến việc nghiên cứu khả năng tàng hình, ví dụ như tìm cách để làm tàng hình thành hiện thực.
Một thách thức cho đến ngày nay đã được sự bất lực của siêu vật liệu, và các thiết bị che đậy, để tương tác với các tần số, hoặc bước sóng, trong quang phổ ánh sáng nhìn thấy.

### Những thách thức được trình bày bởi các thiết bị tàng hình đầu tiên
Các nguyên tắc tàng hình, với một thiết bị tàng hình, lần đầu tiên được chứng minh tại các tần số trong dải bức xạ vi sóng vào ngày 19 tháng 10 năm 2006. Cách biểu diễn này sử dụng một thiết bị tàng hình nhỏ. Chiều cao của nó là ít hơn một nửa inch (<13 mm) và đường kính của nó năm inch (125 mm), và nó chuyển thành công lò vi sóng quanh chính nó. Các đối tượng được ẩn đi, một xi lanh nhỏ, được đặt ở trung tâm của thiết bị. Những chiếc áo tàng hình lệch chùm vi sóng để họ chảy xung quanh các trụ bên trong với sự biến dạng chỉ nhỏ, làm cho nó xuất hiện hầu như không có gì đã có ở tất cả.
Một thiết bị như vậy thường liên quan đến việc xung quanh các đối tượng được che giấu bằng một lớp vỏ mà ảnh hưởng đến sự di chuyển của ánh sáng gần nó. Có giảm phản xạ của sóng điện từ (lò vi sóng), từ các đối tượng. Không giống như một loại vật liệu tự nhiên đồng nhất với các đặc tính vật chất của nó giống nhau ở khắp mọi nơi, đặc tính vật liệu của chiếc áo choàng khác nhau từ điểm tới điểm, với mỗi điểm được thiết kế để tương tác điện từ cụ thể (không đồng nhất), và là khác nhau ở các hướng khác nhau (đẳng hướng). Điều này hoàn thành một Gradient trong các thuộc tính vật chất. Các báo cáo liên quan đã được công bố trên tạp chí Science.
Mặc dù một cuộc biểu tình thành công, ba hạn chế đáng chú ý có thể được hiển thị. Đầu tiên phải kể hiệu quả của nó chỉ là trong lò vi sóng quang phổ các đối tượng nhỏ có phần vô hình chỉ ở tần số vi sóng. Điều này có nghĩa là tàng hình chưa đạt được cho mắt người, mà chỉ nhìn thấy trong quang phổ nhìn thấy được. Điều này là bởi vì các bước sóng của quang phổ nhìn thấy được hữu hình ngắn hơn so với lò vi sóng. Tuy nhiên, điều này được xem là bước đầu tiên hướng tới một thiết bị che đậy cho ánh sáng nhìn thấy, mặc dù tiên tiến hơn công nghệ nano liên quan đến kỹ thuật sẽ là cần thiết do bước sóng ngắn của ánh sáng. Thứ hai, chỉ có những vật nhỏ có thể được thực hiện để xuất hiện như là không khí xung quanh. Trong trường hợp của các bằng chứng năm 2006 của cuộc biểu tình che đậy, giấu khỏi tầm nhìn đối tượng, một đồng trụ, sẽ có ít hơn năm inches đường kính, và cao ít hơn một nửa inch. Thứ ba, che đậy chỉ có thể xảy ra trên một băng tần hẹp, cho bất cứ cuộc biểu tình nào. Điều này có nghĩa rằng một chiếc áo choàng băng rộng, trong đó hoạt động trên phổ điện từ tần số vô tuyến để vào lò vi sóng để phổ nhìn thấy được, và x-ray, không có sẵn tại thời điểm này. Điều này là do các chất phân tán của siêu vật liệu ngày nay. Việc phối hợp chuyển đổi (chuyển đổi quang học) yêu cầu thông số vật liệu đặc biệt mà chỉ có thể tiếp cận thông qua việc sử dụng cộng hưởng yếu tố, trong đó vốn đã băng hẹp, và phân tán tại cộng hưởng.

## Tại sao siêu vật liệu được sử dụng
Lúc đầu của thiên niên kỷ mới, siêu vật liệu đã được thành lập như là một phương tiện truyền bất thường, mà mở rộng khả năng kiểm soát vấn đề. Do đó, siêu vật liệu được áp dụng để che đậy các ứng dụng cho một vài lý do. Đầu tiên, các tham số được gọi là phản ứng nguyên liệu có phạm vi rộng hơn. Thứ hai, các phản ứng vật liệu có thể được điều khiển theo ý muốn
Thứ ba, các thành phần quang học, như ống kính, trả lời trong một phạm vi nhất định gàng để ánh sáng. Như đã nói trước đó - khoảng phản hồi đã được biết đến, và nghiên cứu, đi lại cho Ptolemy - một ngàn tám trăm năm trước. Phạm vi của các phản ứng có thể không được vượt quá hiệu quả, vì những vật liệu tự nhiên được chứng minh có khả năng làm như vậy. Trong các nghiên cứu khoa học và nghiên cứu, một cách để giao tiếp phạm vi của phản ứng là chiết suất của một vật liệu quang học nhất định. Mỗi nguyên liệu tự nhiên cho đến nay chỉ cho phép một số khúc xạ tích cực. Siêu vật liệu, mặt khác, là một sự đổi mới đó có thể đạt được chỉ số khúc xạ âm, không chỉ số khúc xạ, và các giá trị phân đoạn ở giữa không và một. Do đó, siêu vật liệu mở rộng đáp ứng nguyên liệu, trong số các khả năng khác. Tuy nhiên, khúc xạ tiêu cực không phải là hiệu ứng mà tạo ra vô hình-che đậy. Đó là chính xác hơn để nói rằng tỷ lệ hao hụt của chỉ số khúc xạ, khi kết hợp, tạo ra vô hình-che đậy. 
.

## Siêu vật liệu thiết bị tàng hình
Trước khi thực sự xây dựng các thiết bị, nghiên cứu lý luận đã được tiến hành. Sau đây là một trong hai nghiên cứu chấp nhận đồng thời bởi một tạp chí khoa học, cũng được phân biệt là một trong những công trình lý thuyết được xuất bản đầu tiên cho một chiếc áo tàng hình.

### Kiểm soát điện từ trường

Trực giao phối - máy bay Cartesian như nó biến đổi từ hình chữ nhật đến tọa độ cong

Việc khai thác "ánh sáng", các quang phổ điện từ, được thực hiện với đối tượng phổ biến và vật liệu mà kiểm soát và chỉ đạo các trường điện từ. Ví dụ như một kính ống kính trong một máy ảnh được sử dụng để tạo ra một hình ảnh, một lồng kim loại có thể được dùng để kiểm tra các thiết bị nhạy cảm, và ăng ten vô tuyến được thiết kế để truyền và nhận được chương trình phát sóng FM hàng ngày. Đồng nhất vật liệu, mà thao tác hoặc điều bức xạ điện từ, chẳng hạn như thấu kính thủy tinh, được giới hạn trong giới hạn trên của cải để sửa quang sai. Sự kết hợp của tính không đồng nhất vật liệu ống kính có thể sử dụng độ dốc chỉ số khúc xạ, nhưng phạm vi có xu hướng hạn chế.
Siêu vật liệu đã được giới thiệu về một thập kỷ trước, và những mở rộng kiểm soát các bộ phận của quang phổ điện từ; từ lò vi sóng, để terahertz, để hồng ngoại. Về mặt lý thuyết, siêu vật liệu, như là một phương tiện truyền dẫn, cuối cùng sẽ mở rộng kiểm soát và định hướng của trường điện từ vào quang phổ nhìn thấy được. Do đó, một chiến lược thiết kế được giới thiệu vào năm 2006, cho thấy một siêu vật liệu có thể được thiết kế với ý gán các giá trị tích cực hay tiêu cực của permittivity và tính thấm, mà cũng có thể là độc lập đa dạng theo ý muốn. Sau đó, kiểm soát trực tiếp của điện từ trường trở thành có thể, đó là có liên quan đến tiểu thuyết và thiết kế ống kính bình thường, cũng như một thành phần của các lý thuyết khoa học cho che đậy của các đối tượng từ phát hiện điện từ
Mỗi thành phần phản ứng độc lập với bức xạ sóng điện từ khi nó di chuyển qua vật liệu, kết quả không đồng nhất điện từ đối với mỗi thành phần. Mỗi thành phần có phản ứng riêng của mình với bên ngoài lĩnh vực điện và từ trường của các nguồn bức xạ. Kể từ khi các thành phần này nhỏ hơn so với bức xạ có bước sóng nó được hiểu rằng một vĩ mô nhìn bao gồm một giá trị có hiệu quả cho cả hai permittivity và tính thấm. Những vật liệu này tuân theo các quy luật vật lý, nhưng hành xử khác nhau từ vật liệu bình thường. Siêu vật liệu là vật liệu nhân tạo thiết kế để cung cấp các tài sản mà "có thể không có sẵn trong tự nhiên". Những vật liệu này thường được tính từ cấu trúc hơn là thành phần, cách sử dụng bao gồm của nhỏ không đồng nhất ban hành hành vi vĩ mô có hiệu quả.
Các đơn vị cấu trúc của vật liệu meta có thể được thay đổi trong hình dạng và kích thước. Thành phần của chúng, và hình thức hay cấu trúc của chúng, có thể tinh chỉnh. Tạp có thể được thiết kế, và sau đó được đặt tại các vị trí mong muốn để thay đổi các chức năng của một vật liệu. Khi lưới là không đổi, các tế bào có kích thước nhỏ hơn so với ánh sáng bức xạ.
Chiến lược thiết kế có cốt lõi của nó không đồng nhất hợp siêu vật liệu có tác dụng hướng, theo ý muốn, số lượng được bảo tồn của điện từ. Những số lượng là đặc biệt, các lĩnh vực chuyển điện D, các từ cường độ trường B, và các vector Poynting S. Về mặt lý thuyết, khi liên quan đến các đại lượng được bảo tồn, hoặc các lĩnh vực, các siêu vật liệu thể hiện một khả năng tăng gấp đôi. Đầu tiên, các trường có thể được tập trung vào một hướng nhất định. Thứ hai, họ có thể được thực hiện để tránh hoặc bao quanh đối tượng, trả lại mà không nhiễu loạn con đường ban đầu của họ. Các kết quả này phù hợp với các phương trình Maxwell và nhiều hơn chỉ xấp xỉ ray tìm thấy trong quang hình học. Theo đó, về nguyên tắc, những hiệu ứng này có thể bao gồm tất cả các hình thức của hiện tượng bức xạ điện từ trên tất cả các mức chiều dài.
Chiến lược thiết kế đưa ra giả thuyết bắt đầu với cố ý chọn một cấu hình của một số tùy ý các nguồn nhúng. Những nguồn trở thành phản ứng cục bộ của permittivity, ε, và độ từ thẩm, μ. Các nguồn được nhúng vào trong một cách tùy tiện lựa chọn phương tiện truyền dẫn với điện môi và từ tính đặc trưng. Là một hệ thống điện trung sau đó có thể được biểu diễn như là một sơ đồ lưới điện
Yêu cầu đầu tiên có thể được di chuyển một bộ đồng phục điện trường trong không gian, nhưng theo một hướng nhất định, mà tránh một đối tượng hoặc vật cản. Tiếp theo loại bỏ và nhúng hệ thống trong môi trường đàn hồi có thể bị cong vênh, xoắn, kéo hoặc kéo dài như mong muốn. Các điều kiện ban đầu của các trường được ghi lại trên một lưới Descartes. Khi môi trường đàn hồi bị biến dạng trong một, hoặc kết hợp của các khả năng mô tả, cùng một quá trình kéo căng và được ghi danh vào lưới Descartes. Cùng một tập hợp những vặn vẹo bây giờ có thể được ghi lại, xảy ra khi phối hợp chuyển đổi:
một (x,y,z), b (x,y,z), c (x,y,z), d (x,y,z)....
Do đó, các permittivity, ε, và thấm, μ, là tỷ lệ hiệu chuẩn bởi một yếu tố phổ biến. Điều này ngụ ý rằng chưa chính xác, sự tương tự xảy ra với các chỉ số khúc xạ. Giá trị Renormalized của permittivity và tính thấm được áp dụng trong các mới hệ thống phối hợp. Đối với các phương trình tái chuẩn hóa #.

#### Áp dụng đối với các thiết bị tàng hình
Với các thông số trên các hoạt động, hệ thống, một siêu vật liệu, bây giờ có thể được hiển thị để có thể che giấu một vật thể có kích thước tùy ý. Chức năng của nó là để thao tác các tia đến, đó là về để tấn công các đối tượng. Những tia điện từ thay vì gọi đến được lái xung quanh đối tượng của các siêu vật liệu, sau đó trả chúng về quỹ đạo ban đầu của họ. Là một phần của các thiết kế có thể giả định rằng không có bức xạ rời khối lượng che giấu không gian, và không có bức xạ có thể nhập vào không gian. Như được minh họa bằng các chức năng của các siêu vật liệu, bất kỳ bức xạ cố gắng để thâm nhập được lái xung quanh không gian hoặc các đối tượng trong không gian, trở về với hướng ban đầu. Nó xuất hiện với bất kỳ quan sát thấy khối lượng che giấu không gian trống rỗng, thậm chí với một đối tượng có mặt tại đó. Một đối tượng tùy ý có thể được ẩn vì nó vẫn còn bị ảnh hưởng bởi bức xạ bên ngoài.
Một quả cầu có bán kính R 1 được chọn là đối tượng được ẩn. Các khu vực che đậy là được chứa trong các annulus R 1 <r <R 2. Một chuyển đổi đơn giản mà đạt được kết quả mong muốn có thể được tìm thấy bằng cách lấy tất cả các trường trong khu vực r <R 2 và nén chúng vào các khu vực R 1 <r <R 2. Việc phối hợp biến đổi không làm thay đổi các phương trình Maxwell. Chỉ có giá trị của ε 'và μ'change theo thời gian.

#### Rào cản tàng hình
Có những vấn đề cần giải quyết để đạt được tàng hình che đậy. Một vấn đề liên quan đến ray tracing, là đẳng hướng hiệu ứng của vật liệu trên các tia điện từ nhập "hệ thống". Bó song song của các tia, (xem hình trên), đứng đầu trực tiếp với trung tâm là đột ngột và cong, cùng với tia nước láng giềng, được buộc chặt vào và thắt chặt vòng cung. Điều này là do sự thay đổi nhanh chóng trong các doanh nghiệp chuyển dịch và chuyển permittivity ε 'và thấm μ '. Vấn đề thứ hai là, trong khi nó đã được phát hiện ra rằng các siêu vật liệu được lựa chọn có khả năng làm việc trong các thông số của hiệu ứng dị hướng và chuyển dịch liên tục của ε và μ ', giá trị ε và μ' không thể là rất lớn hoặc rất nhỏ. Vấn đề thứ ba là các siêu vật liệu được lựa chọn hiện tại không thể đạt được rộng rãi, phổ tần số khả năng. Điều này là bởi vì các đường cong tia phải xung quanh "che giấu" hình cầu, và do đó có quỹ đạo dài hơn đi qua không gian tự do, hoặc không khí. Tuy nhiên, các tia sáng phải đến xung quanh phía bên kia của quả cầu trong giai đoạn đầu với bức xạ ánh sáng. Nếu điều này xảy ra thì vận tốc pha vượt quá vận tốc ánh sáng trong chân không, mà là giới hạn tốc độ của vũ trụ. (Lưu ý, điều này không vi phạm các quy luật vật lý). Và, với một sự vắng mặt theo yêu cầu của tần số phân tán, các vận tốc nhóm sẽ giống hệt nhau với vận tốc pha. Trong bối cảnh của thí nghiệm này, vận tốc nhóm có thể không bao giờ vượt quá vận tốc ánh sáng, do đó các thông số phân tích có hiệu quả trong chỉ có một tần số 

### Trong phương tiện truyền thông chuyển đổi
Mục tiêu sau đó là tạo ra sự khác biệt không rõ ràng giữa một khối lượng che giấu không gian và sự truyền sóng điện từ trong không gian trống rỗng. Nó sẽ xuất hiện rằng việc đạt được một (100%) lỗ hoàn toàn che giấu, nơi một đối tượng có thể được đặt và ẩn xem, là không thể xảy ra. Vấn đề là như sau: để mang hình ảnh, ánh sáng truyền trong một phạm vi liên tục hướng. Các phân tán dữ liệu của sóng điện từ, sau khi đập vào một đối tượng hoặc lỗ, là duy nhất so với tuyên truyền ánh sáng trong không gian trống rỗng, và do đó có thể dễ dàng nhận thấy. Tuyên truyền ánh sáng trong không gian trống rỗng là phù hợp chỉ với không gian trống rỗng. Điều này bao gồm tần số vi sóng
Mặc dù lý luận toán học cho thấy sự che giấu hoàn hảo là không thể xảy ra vì bản chất sóng của ánh sáng, vấn đề này không áp dụng đối với các tia điện từ, tức là, các lĩnh vực quang học hình học. Không hoàn hảo có thể được thực hiện tùy tiện, và theo cấp số nhân nhỏ cho các đối tượng là lớn hơn nhiều so với bước sóng của ánh sáng.
Về mặt toán học, điều này hàm ý n <1, vì các tia đi theo con đường ngắn nhất và do đó trong lý thuyết tạo ra một sự che giấu hoàn hảo. Trong thực tế, một số tiền nhất định của khả năng hiển thị có thể chấp nhận xảy ra, như đã nói ở trên. Phạm vi của các chỉ số khúc xạ của (vật liệu quang học) điện môi cần phải qua một rộng quang phổ để đạt được che giấu, với ảo tưởng được tạo ra bằng cách truyền sóng trong không gian trống rỗng. Những nơi n <1 sẽ là con đường ngắn nhất cho các ray xung quanh đối tượng mà không bị méo pha. Trồng cấy nhân tạo các không gian trống có thể đạt được trong lò vi sóng-to- terahertz loạt. Trong công nghệ tàng hình, trở kháng phù hợp có thể dẫn đến sự hấp thụ sóng điện từ tươi cười chứ không phản xạ, vì thế, trốn tránh sự phát hiện của radar. Những nguyên tắc chung cũng có thể được áp dụng cho các sóng âm thanh, nơi chỉ số n mô tả tỷ lệ của các địa phương vận tốc pha của sóng với giá trị lớn. Do đó, nó sẽ rất hữu ích để bảo vệ một không gian từ bất kỳ nguồn âm thanh phát hiện. Điều này cũng hàm ý bảo vệ từ sonar. Hơn nữa, những nguyên tắc chung được áp dụng trong các lĩnh vực đa dạng như tĩnh điện, cơ học chất lỏng, cơ học cổ điển, và hỗn loạn lượng tử.
Về mặt toán học, nó có thể được chỉ ra rằng các làn sóng tuyên truyền là không thể phân biệt từ không gian trống rỗng nơi tia sáng truyền theo đường thẳng. Trung thực hiện một ánh xạ bảo giác quang học để không gian trống rỗng.

### Tàng hình ở tần số vi sóng
Bước tiếp theo, sau đó, là để thực sự che giấu một đối tượng bằng cách kiểm soát các trường điện từ. Bây giờ, khả năng chứng minh và lý thuyết cho các trường điện từ được kiểm soát đã mở ra một lĩnh vực mới, quang học. Danh mục này được bắt nguồn từ phối hợp biến đổi sử dụng để tạo ra con đường biến cho sự truyền ánh sáng thông qua một vật liệu. Cách biểu diễn này được dựa trên lý thuyết đơn thuốc trước đó, cùng với việc hoàn thành các thí nghiệm lăng kính. Một ứng dụng có thể có của quang học và vật liệu là cloaking điện cho mục đích vẽ một khối lượng hoặc đối tượng không thể phát hiện bức xạ sự cố, bao gồm cả bức xạ thăm dò.
Cách biểu diễn này, lần đầu tiên, thực sự che giấu một đối tượng với các trường điện từ, sử dụng các phương pháp thiết kế cố tình thay đổi không gian. Đây là kết quả của việc nhúng các nguồn điện được thiết kế cố trong các siêu vật liệu.
Như đã thảo luận trước đó, các lĩnh vực sản xuất bằng siêu vật liệu được nén vào một vỏ (phối hợp biến đổi) xung quanh các khối lượng giờ che giấu. Trước đây đã được hỗ trợ lý thuyết; Thí nghiệm này đã chứng minh hiệu quả thực sự xảy ra. Phương trình Maxwell là vô hướng khi áp dụng chuyển đổi tọa độ, chỉ tensor permittivity và tính thấm tensor bị ảnh hưởng, mà sau đó trở thành không gian biến thể, và đồng bộ hai chiều phụ thuộc dọc theo các trục khác nhau. Các nhà nghiên cứu tuyên bố:
| “ | Bằng cách thực hiện những tính chất vật liệu phức tạp, khối lượng che giấu cộng với chiếc áo choàng xuất hiện để có các tính chất của không gian miễn phí khi nhìn từ bên ngoài. Lốt do đó không tán xạ sóng cũng không truyền đạt một cái bóng trong một trong đó sẽ cho phép chiếc áo choàng để được phát hiện. Phương pháp tiếp cận khác để tàng hình hoặc là dựa vào việc giảm tán xạ hoặc sử dụng một sự cộng hưởng trong đó các thuộc tính của các đối tượng che giấu và phải phù hợp một cách cẩn thận. ... Những tiến bộ trong sự phát triển của [vật liệu meta thì index], đặc biệt là về để gradient ống kính với chỉ số, đã thực hiện việc thực hiện vật lý của các tài sản vật chất phức tạp quy định có tính khả thi. Chúng tôi thực hiện một hai chiều (2D) áo vì chế tạo và đo lường các yêu cầu của nó là đơn giản hơn so với một chiếc áo choàng 3D. | ” |

Trước khi trình diễn thực tế, các giới hạn thí nghiệm của các trường chuyển đổi được tính toán xác định, ngoài việc mô phỏng, khi cả hai đã được sử dụng để xác định hiệu quả của chiếc áo choàng.
Một tháng trước khi cuộc biểu tình này, kết quả của một thí nghiệm để không gian xạ điện từ trường bên trong và bên ngoài của siêu vật liệu chiết suất âm đã được công bố trong tháng 9 năm 2006 Điều này được sáng tạo bởi vì trước khi đến đây các lĩnh vực lò vi sóng được đo chỉ bên ngoài. Trong thí nghiệm vào tháng chín này permittivity và tính thấm của vi cấu trúc (thay vì macrostructure bên ngoài) của các mẫu siêu vật liệu được đo lường, cũng như sự tán xạ bởi các siêu vật liệu chỉ số tiêu cực hai chiều Điều này đã đưa ra một chỉ số khúc xạ hiệu quả trung bình, mà kết quả trong giả định siêu vật liệu đồng nhất.
Sử dụng kỹ thuật này cho thí nghiệm này, lập bản đồ không gian của giai đoạn và biên độ của các bức xạ vi sóng tương tác với các mẫu siêu vật liệu được tiến hành. Hiệu suất của chiếc áo choàng đã được khẳng định bằng cách so sánh bản đồ trường đo để mô phỏng
Đối với cuộc biểu tình này, đối tượng giấu là một hình trụ tiến hành ở bán kính bên trong của chiếc áo choàng. Như các đối tượng lớn nhất có thể được thiết kế cho khối lượng của không gian này, nó có các tính chất tán xạ đáng kể nhất. Các trụ tiến hành được giấu hiệu quả ở hai chiều.

### Tàng hình ở tần số hồng ngoại
Các tần số quang học định nghĩa, trong văn học siêu vật liệu, dao động từ hồng ngoại xa, gần hồng ngoại, thông qua việc phổ nhìn thấy được, và bao gồm ít nhất là một phần của tia cực tím. Đến nay khi mà văn chương đề cập các tần số quang học hầu như luôn tần số trong vùng hồng ngoại, mà là dưới quang phổ nhìn thấy được. Trong năm 2009, một nhóm các nhà nghiên cứu công bố che đậy ở tần số quang học. Trong trường hợp này tần số đã được che đậy trung tại 1500 nm hoặc 1,5 micromet -. Hồng ngoại

### Tàng hình ở tần số âm
Một thiết bị siêu vật liệu trong phòng thí nghiệm, áp dụng đối với siêu âm sóng đã được chứng minh trong tháng 1 năm 2011. Nó có thể được áp dụng cho âm thanh có bước sóng từ 40 đến 80 kHz.
Lốt acoustic siêu vật liệu được thiết kế để ẩn các đối tượng ngập trong nước. Các uốn cong cơ chế siêu vật liệu tàng hình và xoắn sóng âm do thiết kế có chủ ý.
Cơ chế che đậy bao gồm 16 vòng tròn đồng tâm trong một cấu hình trụ, và mỗi vòng với mạch âm thanh. Nó được cố ý thiết kế để hướng dẫn các sóng âm thanh, theo hai chiều. Việc đầu tiên chiếc áo choàng lò vi sóng siêu vật liệu dẫn sóng điện từ trong không gian hai chiều.
Mỗi vòng có một khác nhau chỉ số khúc xạ. Điều này gây ra sóng âm thanh để thay đổi tốc độ của họ từ vòng tới vòng. " Các sóng âm thanh truyền xung quanh vòng ngoài, hướng dẫn của các kênh trong mạch, nó uốn cong các sóng để quấn chúng xung quanh các lớp bên ngoài của chiếc áo choàng ". Thiết bị này đã được mô tả như là một mảng của sâu răng mà thực sự làm chậm tốc độ của sóng âm thanh tuyên truyền. Một xi lanh nghiệm đã chìm trong bể và sau đó biến mất khỏi sonar. Các đối tượng khác có hình dạng khác nhau và mật độ cũng đã được ẩn từ sonar. Lốt acoustic chứng minh hiệu quả cho các bước sóng âm thanh 40 kHz đến 80 kHz.

### Khuếch tán phản xạ
Trong năm 2014, đã chứng minh hiệu suất scientiscts tàng hình tốt trong nước âm u, chứng minh rằng một đối tượng bao phủ trong sương mù có thể biến mất hoàn toàn thích hợp khi tráng với siêu vật liệu. Điều này là do sự tán xạ của ánh sáng ngẫu nhiên, ví dụ như xảy ra trong đám mây, sương mù, sữa, kính mờ, vv, kết hợp với các tính chất của lớp phủ metatmaterial. Khi ánh sáng được khuếch tán, một chiếc áo khoác mỏng siêu vật liệu xung quanh một đối tượng có thể làm cho nó vô hình về cơ bản theo một loạt các điều kiện ánh sáng

## Tàng hình trong năm 2009

### Áo choàng băng thông rộng
Nếu một chuyển đổi để hầu tọa độ trực giao được áp dụng cho các phương trình Maxwell để che giấu một nhiễu loạn trên một phẳng mặt phẳng dẫn hơn là một điểm kỳ dị, như trong các cuộc biểu tình đầu tiên của một chiếc áo choàng chuyển đổi quang học dựa trên, sau đó là một đối tượng có thể được giấu bên dưới các nhiễu loạn. Điều này đôi khi được gọi là một "thảm" áo choàng.
Như đã nói ở trên, chiếc áo choàng ban đầu đã chứng minh sử dụng các yếu tố cộng hưởng siêu vật liệu để đáp ứng các hạn chế tài liệu hiệu quả. Bằng cách sử dụng một chuyển đổi quasi-giác trong trường hợp này, chứ không phải là sự chuyển đổi không bảo giác ban đầu, thay đổi tính chất vật liệu cần thiết. Không giống như bản gốc (mở rộng số ít) áo choàng, "trải thảm" áo choàng yêu cầu giá trị vật chất ít cực đoan hơn. Các thảm áo cần anisotropic quasi-conformal, vật liệu không đồng nhất mà chỉ thay đổi trong permittivity. Hơn nữa, các permittivity luôn tích cực. Điều này cho phép việc sử dụng các yếu tố siêu vật liệu không cộng hưởng để tạo ra những chiếc áo choàng, tăng đáng kể băng thông.
Một quá trình tự động, được hướng dẫn bởi một tập hợp các thuật toán, được sử dụng để xây dựng một siêu vật liệu bao gồm hàng ngàn các phần tử, mỗi riêng của mình hình học. Phát triển các thuật toán cho phép các quá trình sản xuất được tự động hóa, mà kết quả trong chế tạo siêu vật liệu trong chín ngày. Các thiết bị trước đó được sử dụng trong năm 2006 là thô sơ so sánh, và quá trình sản xuất phải mất bốn tháng để tạo ra các thiết bị Những khác biệt này phần lớn là do các hình thức khác nhau của chuyển đổi: năm 2006 chiếc áo choàng ban đầu chuyển một điểm kỳ dị, trong khi các phiên bản máy bay trên mặt đất biến đổi một chiếc máy bay, và những biến đổi trong các tấm thảm choàng là quasi-giác, chứ không phải là không bảo giác.

## Các giả thuyết khác về tàng hình
Các giả thuyết khác của cloaking thảo luận khoa học và nghiên cứu dựa trên các lý thuyết để sản xuất một chiếc áo choàng tàng hình của điện từ. Các lý thuyết được trình bày Tuyển dụng quang học, che đậy sự kiện, hủy tán xạ lưỡng cực, ánh sáng truyền qua đường hầm, cảm biến và các nguồn hoạt động, và che đậy âm.

## Nghiên cứu chế tạo
Các nghiên cứu trong lĩnh vực vật liệu meta đã khuếch tán ra vào các phòng ban nghiên cứu khoa học của chính phủ Mỹ, trong đó có Mỹ Tư lệnh Hải Quân Air Systems, Không quân Mỹ và quân đội Mỹ. Nhiều tổ chức khoa học có liên quan bao gồm:
- California Institute of Technology
- Massachusetts Institute of Technology
- Đại học bang Colorado
- Đại học Duke
- Đại học Harvard
- Đại học Công nghệ Helsinki
- Imperial College London
- Max Planck Society
- MSU Faculty of Physics
- Viện Tiêu chuẩn và công nghệ Hoa Kỳ
- Tổ chức nghiên cứu khoa học Hà Lan[47]
- Đại học College, Anh
- Đại học California, Berkeley
- Đại học California, Irvine
- Đại học California, Los Angeles
- Đại học California, San Diego
- Đại học Colorado
- Đại học Delaware
- Đại học Rochester

Tài trợ cho nghiên cứu công nghệ này được cung cấp bởi sau American cơ quan:
- Phòng thí nghiệm nghiên cứu Không quân, Hoa Kỳ
- Defense Advanced Research Projects Agency|Cơ quan dự án công nghệ mới, Bộ Quốc phòng Hoa Kỳ
- Giám đốc CIA, Hoa Kỳ
- Cơ quan NGA, Bộ quốc phòng Hoa Kỳ
- Văn phòng nghiên cứu Hải quân Hoa Kỳ

Qua nghiên cứu này, người ta đã nhận ra rằng việc phát triển một phương pháp để kiểm soát các lĩnh vực điện từ có thể được dùng để trốn tránh sự phát hiện của bức xạ thăm dò, hoặc sonar công nghệ, và để cải thiện thông tin liên lạc trong lò vi sóng phạm vi; rằng phương pháp này là có liên quan đến superlens thiết kế và các che đậy của các đối tượng bên trong và từ trường điện từ

## Các tin tức khác về tàng hình
Năm 2014, thiết bị âm thanh 3D đầu tiên trên thế giới được xây dựng bởi các kỹ sư Duke
http://www.pratt.duke.edu/news/acoustic-cloaking-device-hides-objects-sound
Ngày 20 Tháng 10 năm 2006, một ngày sau khi Đại học Duke đã đạt được bao bọc và "biến mất" một đối tượng trong phạm vi lò vi sóng, câu chuyện đã được báo cáo của Associated Press. Truyền cửa hàng bao gồm những câu chuyện bao gồm USA Today, đếm ngược MSNBC của Với Keith Olbermann: Sight Unseen, The New York Times với Cloaking đồng, các nhà khoa học Hãy bước Hướng tới Invisibility, (London) The Times với Do not Look Now-Lãi Visible trong Quest cho Invisibility, Christian Science Monitor với Disappear Into Thin Air? Các nhà khoa học Hãy bước Hướng tới Tàng hình, phát thanh truyền hình Úc, Reuters với Invisibility Cloak một Step Closer, và (Raleigh) News & Observer với ' áo tàng hình một Step Closer 
Ngày 06 tháng 11 năm 2006, nhóm nghiên cứu và phát triển Trường Đại học Duke đã được lựa chọn như là một phần của các khoa học Mỹ tốt nhất 50 bài báo của năm 2006
Trong tháng tháng 11 năm 2009, "nghiên cứu thiết kế và xây dựng độc đáo" siêu vật liệu "đã được đẩy kinh phí £ 4.900.000. Các siêu chất liệu có thể được sử dụng để tàng hình 'tàng hình' thiết bị, cảm biến an ninh nhạy cảm mà có thể phát hiện một lượng nhỏ các chất nguy hiểm, và Thấu kính phẳng có thể được sử dụng để hình ảnh nhỏ vật thể nhỏ hơn nhiều so với bước sóng của ánh sáng. "
Trong tháng 11 năm 2010, các nhà khoa học tại Đại học St Andrews ở Scotland báo việc tạo ra một loại vật liệu che đậy linh hoạt mà họ gọi là "Metaflex", mà có thể mang lại cho các ứng dụng công nghiệp gần hơn đáng kể